# Tyler Cloyd
Tyler James Cloyd, född den 16 maj 1987 i Papillion i Nebraska, är en amerikansk före detta professionell basebollspelare som spelade fyra säsonger i Major League Baseball (MLB) 2012–2013 och 2017–2018 samt en säsong i KBO League 2015. Cloyd var högerhänt pitcher.
Cloyd spelade för Philadelphia Phillies (2012–2013), Samsung Lions (2015), Seattle Mariners (2017) och Miami Marlins (2018). I MLB spelade han totalt 27 matcher och var 5–9 (fem vinster och nio förluster) med en earned run average (ERA) på 6,35 och 85 strikeouts. I KBO spelade han 28 matcher och var 11–11 med en ERA på 5,19 och 123 strikeouts.

## Karriär

### College
Cloyd studerade vid University of Nebraska Omaha och spelade för skolans basebollag Omaha Mavericks.

### Major League Baseball

#### Philadelphia Phillies
Cloyd draftades av Philadelphia Phillies 2008 som 556:e spelare totalt och redan samma år gjorde han proffsdebut i Phillies farmarklubbssystem. Han debuterade i MLB den 29 augusti 2012 och användes under resten av den säsongen som starter. Han spelade sex matcher och var 2–2 med en ERA på 4,91. Året efter pendlade han fram och tillbaka mellan Phillies och den högsta farmarklubben Lehigh Valley Ironpigs. För Phillies var han 2–7 med en ERA på 6,56 på 13 matcher, varav elva starter.

#### Cleveland Indians
Efter 2013 års säsong togs Cloyds kontrakt över av Cleveland Indians, men han blev strax därefter free agent. Han skrev dock på för Indians igen i form av ett minor league-kontrakt. Han tillbringade hela säsongen i Indians högsta farmarklubb Columbus Clippers, där han den 30 juli var mycket nära att pitcha en perfect game men fick nöja sig med en no-hitter.
I början av januari 2015 släpptes Cloyd av Indians.

### KBO League

#### Samsung Lions
Bara några dagar efter det att Cloyd släppts av Indians skrev han på för den sydkoreanska klubben Samsung Lions i KBO League. Han var under säsongen 11–11 med en ERA på 5,19 på 28 starter.

### Major League Baseball igen

#### New York Yankees
I januari 2016 kom Cloyd överens med New York Yankees om ett kontrakt, men efter bara fyra matcher för Yankees högsta farmarklubb Scranton/Wilkes-Barre Railriders blev han skadad och spelade inte mer den säsongen efter att ha genomgått en så kallad Tommy John-operation i armbågen. Efter säsongen blev han free agent.

### Atlantic League

#### Somerset Patriots
Cloyd inledde 2017 för Somerset Patriots i den av MLB oberoende proffsligan Atlantic League, men där hann han bara spela tre matcher.

### Major League Baseball igen

#### Seattle Mariners
I maj 2017 köptes Cloyd av Seattle Mariners som placerade honom i den högsta farmarklubben Tacoma Rainiers, men efter bara några veckor kallades han upp till moderklubben. Det blev dock bara en match i MLB för Cloyd den säsongen och sedan blev han free agent.

#### Miami Marlins
Inför 2018 års säsong skrev Cloyd på ett minor league-kontrakt med Miami Marlins. Han spelade sju matcher i MLB för Marlins den säsongen med en ERA på hela 8,66 och det var hans sista framträdanden i MLB under karriären. Efter säsongen blev han free agent.

#### Tampa Bay Rays
Inför 2019 års säsong skrev Cloyd på ett minor league-kontrakt med Tampa Bay Rays, men han lyckades inte ta en plats i Rays spelartrupp när säsongen inleddes.

### Atlantic League igen

#### Somerset Patriots igen
Cloyd skrev i början av april 2019 på för sin gamla klubb Somerset Patriots i Atlantic League.

### Major League Baseball igen

#### Seattle Mariners igen
I slutet av april 2019 skrev Cloyd på ett minor league-kontrakt med sin gamla klubb Seattle Mariners. I mitten av juli, efter att bara ha spelat för Mariners högsta farmarklubb Tacoma Rainiers, släpptes Cloyd av Mariners. Efter det fick han aldrig något kontrakt med en MLB-klubb.

### Atlantic League igen

#### Somerset Patriots igen
I juli 2019 skrev Cloyd för tredje gången på för Somerset Patriots i Atlantic League.

### American Association

#### Sioux City Explorers
Inför 2020 års säsong skrev Cloyd på för Sioux City Explorers i den av MLB oberoende proffsligan American Association. Klubben ställde dock in den säsongen på grund av covid-19-pandemin och Cloyd blev inte vald av någon annan klubb i den draft som hölls av ligan för att fördela spelare till de klubbar som spelade den säsongen.